# حركة ملة ابراهيم
حركة ملّة إبراهيم وتُعرف أيضاً باسم جفتر وهي حركة دينية تفرعت عن الإسلام ومقرها إندونيسيا.   أسسها أحمد مصدق.  ، تدعي الحركة أن لديها 50 ألف منتمي إليها. تعرضت الحركة للاضطهاد والاعتقالات من قبل الحكومة الإندونيسية، حيث تم سجن مؤسسها أحمد مصدق. 

## التاريخ
في بدايات التسعينيات ادعى أحمد مصدق أنه يتلقى وحياً من الله ، وأنه خليفة للنبي مُحمَّد.  أصبحت معتقداته معروفة باسم "ملّة إبراهيم" والتي جمعت ما يقرب من 50000 متابع في إندونيسيا وماليزيا.  بدأ أتباع مصدق أيضًا حركة العودة إلى الأرض التي تركز على الزراعة العضوية والاكتفاء الذاتي الزراعي، والمعروفة باسم جفتر. 

### اضطهاد
اعتبارًا من عام 2016، كان هناك أكثر من 7000 عضو من أعضاء جفتر. وقد شجعت الحركة أتباعها على بيع ممتلكاتهم والانتقال إلى المزيد من الأراضي الزراعية الريفية في بورنيو، من أجل تجنب الاضطهاد من قبل السلطات الإندونيسية.
في يناير 2016، حظرت وزارة الداخلية الإندونيسية أنشطة جفتر.  وقام حشد من الناس بتدمير مجمع جفتر في غرب كاليمانتان. احتجزت السلطات الإندونيسية ما يقرب من سبعة آلاف منتمي نشط وبدأت في إعادة تثقيفهم وتعليمهم. تم اتهام أكثر من 25 عضوًا بازدراء الأديان بينما إيداع 11 في السجن. (ويضمن دستور إندونيسيا حرية الدين والتي تمتد الحرية في الممارسة إلى ست ديانات رسمية فقط: الإسلام، والبروتستانتية، والكاثوليكية، والبوذية، والهندوسية، والكونفوشيوسية.
قال متحدث باسم الشرطة لصحيفة نيويورك تايمز إن تعاليم حركة ملّة إبراهيم تتعارض مع تعاليم الديانات القائمة في إندونيسيا، وبالتالي تنتهك القانون.

## المعتقدات
تعتقد الحركة أن الديانات الإبراهيمية الرئيسية، بما في ذلك اليهودية والمسيحية والإسلام، قد أفسدها البشر، مما استلزم سلسلة من الأنبياء الجدد.
مدعية أنه أحدث تركيب للديانات الإبراهيمية. يقول مؤسسها أحمد مصدق أنه "تمامًا كما أفسحت اليهودية الطريق للمسيحية، والمسيحية للإسلام، كان دور الإسلام لإفساح المجال لجفتر، والذي سيحل محله بدوره تكرار جديد للدين الإبراهيمي بعد قرون من الآن".

## توزيع
يوجد أتباعها بشكل خاص في مقاطعة غرب كاليمانتان الإندونيسية.